# YUBA liga 1969-1970
La YUBA liga 1969-1970 è stata la 26ª edizione del massimo campionato jugoslavo di pallacanestro maschile. La vittoria finale è stata ad appannaggio dell'AŠK Lubiana.

## Regular season
|     | Squadra               | G  | V  | P  | PF    | PS    | Pt. | Qualificazione |
| --- | --------------------- | -- | -- | -- | ----- | ----- | --- | -------------- |
| 1.  | AŠK Lubiana           | 22 | 18 | 4  | 2.137 | 1.761 | 36  |                |
| 2.  | Stella Rossa Belgrado | 22 | 17 | 5  | 1.951 | 1.750 | 34  |                |
| 3.  | Jugoplastika Spalato  | 22 | 17 | 5  | 1.913 | 1.671 | 34  |                |
| 4.  | Lokomotiva Zagabria   | 22 | 14 | 8  | 1.984 | 1.890 | 36  |                |
| 5.  | OKK Belgrado          | 22 | 14 | 8  | 1.720 | 1.653 | 28  |                |
| 6.  | Zadar                 | 22 | 10 | 12 | 1.704 | 1.754 | 20  |                |
| 7.  | Rabotnički Skopje     | 22 | 10 | 12 | 1.673 | 1.631 | 19  |                |
| 8.  | Borac Čačak           | 22 | 9  | 13 | 1.734 | 1.827 | 18  |                |
| 9.  | Partizan Belgrado     | 22 | 8  | 14 | 1.751 | 1.752 | 16  |                |
| 10. | Željezničar Karlovac  | 22 | 8  | 14 | 1.632 | 1.660 | 30  |                |
| 11. | Radnički Belgrado     | 22 | 7  | 15 | 1.780 | 1.775 | 14  |                |
| 12. | Maribor 66            | 22 | 0  | 22 | 1.446 | 2.292 | 0   | retrocesso     |

| YUBA liga 1969-1970   |
| --------------------- |
| AŠK Lubiana 6º titolo |

## Formazione vincitrice
| N° | Naz.                  | Ruolo | Sportivo           |  | Alt. |  |
| -- | --------------------- | ----- | ------------------ |  | ---- |  |
|    | Jugoslavia (bandiera) |       | Andrej Osterc      |  |      |  |
|    | Jugoslavia (bandiera) |       | Marko Gvardijančič |  |      |  |
|    | Jugoslavia (bandiera) | P     | Vital Eiselt       |  | 187  |  |
|    | Jugoslavia (bandiera) | G     | Borut Bassin       |  |      |  |
|    | Jugoslavia (bandiera) |       | Jože Fišer         |  |      |  |
|    | Jugoslavia (bandiera) |       | Peter Marter       |  |      |  |
|    | Jugoslavia (bandiera) |       | Jure Božič         |  |      |  |
|    | Jugoslavia (bandiera) |       | Pavle Polanec      |  |      |  |
|    | Jugoslavia (bandiera) |       | Dušan Verbič       |  |      |  |
|    | Jugoslavia (bandiera) | C     | Vinko Jelovac      |  | 208  |  |
|    | Jugoslavia (bandiera) |       | Darko Hocevar      |  |      |  |
|    | Jugoslavia (bandiera) |       | Djuro Lemaić       |  |      |  |
|    | Jugoslavia (bandiera) | P     | Ivo Daneu          |  | 188  |  |
|    | Jugoslavia (bandiera) |       | Emil Logar         |  |      |  |
|    | Jugoslavia (bandiera) | A     | Aljoša Žorga       |  | 200  |  |
|    | Jugoslavia (bandiera) | All.  | Milan Tošić        |  |      |  |